# Nabil Ayouch
Nabil Ayouch (París, 1 de abril de 1969) productor, escritor y director de cine y televisión francés de origen marroquí.

## Biografía
Ayouch nació en París, de padre marroquí musulmán y madre judía tunecina, paso la mayor parte de su infancia en la localidad de Sarcelles. Estudió teatro en París durante tres años (1987–1990). Casado con la actriz y cineasta marroquí Maryam Touzani.

## Carrera cinematográfica
Ayouch comenzó su carrera como guionista y director trabajando para la agencia de publicidad Euro-RSCG.
En 1992, dirigió Les Pierres bleues du désert, su primer cortometraje, protagonizado por Jamel Debbouze, que cuenta la historia de un joven convencido de que existen grandes piedras azules en el desierto. A este primer corto le siguieron otros dos más, Hertzienne Connexion (1993) y Vendeur de silence (1994) con los que consiguió reconocimiento internacional. En 2000 ganó el Ecumenical Award en el Festival Internacional de Cine de Montreal por su película Ali Zaoua, prince de la rue.
En 2012, su película God's Horses compitió en la sección Un Certain Regard del Festival de Cannes de 2012l.

## Filmografía

### Como director
- Pierres bleues du désert, Les (1992)
- Mektoub (1997)
- Ali Zaoua, prince de la rue (2000)
- Une minute de soleil en moins (2003) (TV)
- Whatever Lola Wants (2007)
- God's Horses (2012)
- Much Loved (2015)
- Razzia (2017)

### Como guionista
- Pierres bleues du désert, Les (1992)
- Mektoub (1997)
- Ali Zaoua, prince de la rue (2000)
- Une minute de soleil en moins (2003) (TV)
- Whatever Lola Wants (2007) junto a Jane Hawksley

### Como productor
- Ali Zaoua, prince de la rue (2000)

## Condecoraciones
- Orden de las Artes y las Letras (2015)[4]